# Olaya
Olaya este un municipiu din departamentul Antioquia, Columbia.